# Burgstall Weyhers
Der Burgstall Weyhers ist eine abgegangene Wasserburg im Ortsteil Weyhers der Gemeinde Ebersburg im Landkreis Fulda in Hessen.

## Beschreibung
Die Burg Weyhers war Sitz der Herren von Ebersberg genannt von Weyhers. Der Ort selbst gehörte den Herren von Eberstein, die aber wohl zur selben Stammfamilie gehörten. Von der ehemaligen Burganlage sind keine Reste vorhanden. Eine Ersterwähnung ist auf 1270 datiert. Die Wasserburg befand sich im südwestlichen Ortsteil. Ihre Wassergräben waren mit dem aus dem Seitental kommenden Weyherbach verbunden.
Erhalten hat sich aber die alte Vogtei (Hochstraße 3), die von der Ebersberger Feste aus über eine Zugbrücke mit Wassergraben in den nördlich gelegenen Vorhof mit Zehntscheune und Brauhaus erreichbar war. Es handelt sich möglicherweise um die neu erbaute „Behausung“ des Johann von Merlau zu Steinau (a.d. Haune), die er 1601 seiner Frau Maria von Reinstein testamentarisch vermachte. Eine entdeckte Inschrift trägt die Jahreszahl 1610, eine Holzprobe ergab als Fällungsjahr 1608. Für die vorbildliche Instandsetzung und Wiederbelebung des Baudenkmals wurden die Besitzer 2011 mit dem Hessischen Denkmalschutzpreis ausgezeichnet.